# 10nen zakura
„10nen zakura” (jap. 10年桜 Jūnen zakura) – jedenasty singel japońskiego zespołu AKB48, wydany w Japonii 4 marca 2009 roku przez You! Be Cool.
Singel został wydany w dwóch edycjach: regularnej (CD+DVD) oraz „teatralnej” (CD). Osiągnął 3 pozycję w rankingu Oricon i pozostał na liście przez 61 tygodni, sprzedał się w nakładzie 124 700 egzemplarzy. Singel zdobył status złotej płyty.
Utwór tytułowy został wykorzystany w reklamie DMM.com.

## Lista utworów
Wer. regularna
| CD  |                                                                                                |                                                                                                |                                                                                                |                                                                                                |      |
| Nr  | Tytuł                                                                                          | Słowa                                                                                          | Kompozycja                                                                                     | Aranżacja                                                                                      | Czas |
| 1.  | „10nen zakura” (jap. 10年桜)                                                                   | Yasushi Akimoto                                                                                | Yoshimasa Inoue                                                                                | Yoshimasa Inoue                                                                                |      |
| 2.  | „Sakurairo no sora no shita de” (jap. 桜色の空の下で)                                          | Yasushi Akimoto                                                                                | Hiroshi Uesugi                                                                                 | Yūichi "Masa" Nonaka                                                                           |      |
| 3.  | „10nen zakura” (jap. 10年桜) (off vocal ver.)                                                  |                                                                                                | Yoshimasa Inoue                                                                                | Yoshimasa Inoue                                                                                |      |
| 4.  | „Sakurairo no sora no shita de” (jap. 桜色の空の下で) (off vocal ver.)                         |                                                                                                | Hiroshi Uesugi                                                                                 | Yūichi "Masa" Nonaka                                                                           |      |
| DVD |                                                                                                |                                                                                                |                                                                                                |                                                                                                |      |
| Nr  | Tytuł                                                                                          | Tytuł                                                                                          | Tytuł                                                                                          | Tytuł                                                                                          | Czas |
| 1.  | „10nen zakura” (jap. 10年桜) (Music Clip)                                                      | „10nen zakura” (jap. 10年桜) (Music Clip)                                                      | „10nen zakura” (jap. 10年桜) (Music Clip)                                                      | „10nen zakura” (jap. 10年桜) (Music Clip)                                                      |      |
| 2.  | „Making” (jap. メイキング)                                                                     | „Making” (jap. メイキング)                                                                     | „Making” (jap. メイキング)                                                                     | „Making” (jap. メイキング)                                                                     |      |
| 3.  | „Tokuten eizō 1: Towa hozon-ban „Kiss shite” eizō” (jap. 特典映像1 永久保存版「キスして」映像) | „Tokuten eizō 1: Towa hozon-ban „Kiss shite” eizō” (jap. 特典映像1 永久保存版「キスして」映像) | „Tokuten eizō 1: Towa hozon-ban „Kiss shite” eizō” (jap. 特典映像1 永久保存版「キスして」映像) | „Tokuten eizō 1: Towa hozon-ban „Kiss shite” eizō” (jap. 特典映像1 永久保存版「キスして」映像) |      |
| 4.  | „Tokuten eizō 2: SKE48 gakuya tōsatsu eizō” (jap. 特典映像2 SKE48楽屋盗撮映像)                 | „Tokuten eizō 2: SKE48 gakuya tōsatsu eizō” (jap. 特典映像2 SKE48楽屋盗撮映像)                 | „Tokuten eizō 2: SKE48 gakuya tōsatsu eizō” (jap. 特典映像2 SKE48楽屋盗撮映像)                 | „Tokuten eizō 2: SKE48 gakuya tōsatsu eizō” (jap. 特典映像2 SKE48楽屋盗撮映像)                 |      |

## Skład zespołu
- Team A:  Atsuko Maeda (środek), Tomomi Itano, Mai Ōshima, Rie Kitahara, Haruna Kojima, Mariko Shinoda, Minami Takahashi, Reina Fujie, Minami Minegishi, Miho Miyazaki.
- Team K: Yūko Ōshima, Erena Ono, Tomomi Kasai, Asuka Kuramochi, Sae Miyazawa.
- Team B: Yuki Kashiwagi, Rino Sashihara, Mayu Watanabe.
- Team S: Jurina Matsui (środek), Rena Matsui.

## Notowania
| Lista                                      | Pozycja |
| ------------------------------------------ | ------- |
| Oricon Weekly Singles Chart                | 3       |
| Billboard Japan Hot 100                    | 13      |
| Billboard Japan Hot Singles Sales          | 7       |
| Billboard Japan Hot Top Airplay            | 37      |
| Billboard Japan Adult Contemporary Airplay | 63      |